# Frank Kuhnke
Frank Kuhnke (geboren 1967) war Vorstandsmitglied und Chief Operating Officer der Deutschen Bank, zuständig für die Region Europa, Naher Osten und Afrika.

## Ausbildung und beruflicher Werdegang
Kuhnke absolvierte eine Ausbildung bei der Deutschen Bank zum Bankkaufmann und studierte danach berufsbegleitend an der Bank Akademie Lüneburg.
Er begann seine berufliche Karriere 1986 bei der Deutschen Bank.
In seiner beruflichen Laufbahn war Kuhnke in verschiedenen Bereichen der Bank tätig. Er arbeitete unter anderem in New York und Tokio und an regionalen Standorten in Deutschland.
Von 2008 bis 2012 leitete Kuhnke das Riskmanagement in London.
Ab 2012 war er in der Abwicklungsabteilung NCOU bis 2015 tätig. Dort war Kuhnke zuerst Risikochef, dann Leiter der Betriebsorganisation (COO).
Im Januar 2016 war er verantwortlich für interne Kontrollen, Verwaltung und Organisation der Privat- und Firmenkundenabteilung.
Im April 2018 wurde Kuhnke zum Chief Operating Officer ernannt.
Kuhnke ist Vorstandsmitglied seit dem 1. Januar 2019.
Kuhnke hielt 2019 insgesamt 7095 Aktien der Deutschen Bank AG.